# Rund um die Hainleite 1957
Rund um die Hainleite 1957 war die 43. Austragung des seit 1907 ausgefahrenen deutschen Straßenradrennens Rund um die Hainleite. Es fand am 30. Mai statt.

## Rennverlauf
Nach längerer Pause war das Rennen wieder international besetzt. Neben der Spitzenklasse der DDR-Fahrer traten Mannschaften aus Dänemark, Polen, der Tschechoslowakei und Vereinsmannschaften aus der DDR sowie zwei Teams aus der Bundesrepublik an. 63 Radrennfahrer stellten sich dem Starter. Der Start erfolgte im Zentrum von Erfurt und führte auf einer Strecke über Sangerhausen, Nordhausen und Mühlhausen wieder zum Ziel nach Erfurt. Diese Strecke war 250 Kilometer lang. Obwohl die polnische Mannschaft erst kurz vor dem Start in Erfurt eintraf, fuhren Jan Kowalski und Wiesław Podobas kurz nach dem Start den ersten Vorstoß. Nach 41 Kilometern kamen weitere acht Fahrer nach vorn. Diese Gruppe vergrößerte ihren Vorsprung kontinuierlich. Nach der Hälfte des Rennens hatten sich mit Gustav-Adolf Schur, Vagn Bangsborg, Johannes Schober und Bernhard Eckstein vier Fahrer abgesetzt. Der Däne fiel nach Reifenschaden zurück. Das Hauptfeld hatte bereits 11 Minuten Rückstand. Den Zielsprint gewann Schur deutlich.
|     | Fahrer              | Verein/Ort                   | Zeit (h) |
| --- | ------------------- | ---------------------------- | -------- |
| 01. | Gustav-Adolf Schur  | SC Wissenschaft DHfK Leipzig | 7:07:42  |
| 02. | Johannes Schober    | SC Wismut Karl-Marx-Stadt    | 7:07:42  |
| 03. | Bernhard Eckstein   | BSG Fortschritt Lichtenstein | 7:07:42  |
| 04. | Wiesław Podobas     | Polen                        | 7:18:44  |
| 05. | Rolf Töpfer         | SC Wissenschaft DHfK Leipzig | 7:22:05  |
| 06. | Jerzy Pancek        | Polen                        | 7:27:39  |
| 07. | Vagn Aage Bangsborg | Dänemark                     | 7:27:39  |
| 0 … |                     |                              |          |